# ティアーズ・フォー・フィアーズ
ティアーズ・フォー・フィアーズ（Tears for Fears）は、イギリスの2人組バンド。1980年代に数々のヒット曲を放った。
初期はシンセサイザーを多用しながらアコースティックな印象すら与える、たおやかな音使いをしており、当時流行したエレポップと呼ばれる音楽性の範疇にありながら、歌詞の繊細さとよくマッチしたサウンド・メイクが特徴となっている。やがてローランド・オーザバルのギターサウンドを核に、王道とも呼べる良質なブリティッシュ・ロックを聞かせるバンド・サウンドへと変化していく。

## バンド名の由来
心理学者アーサー・ヤノフの著書『Prisoners of Pain』に登場する章題からそのまま取られている。直訳すれば「恐れのための涙」。ヤノフの提唱した心理療法である原初療法（ジョン・レノンらも受けたと伝えられる）は「恐怖や心の痛み（Pain）を心にしまわないで、子供のように声に出して叫べ（Shout）、泣け」というもの。ティアーズ・フォー・フィアーズの初期の歌詞に「Pain」「Shout」という言葉が頻出するのはそこから来ている。

## 来歴

### デビュー以前
両親の離婚に伴いポーツマスからバースへ移り住んだローランド・オーザバルは、同じく離婚家庭に育ったカート・スミスと13歳のときに出会い、一緒に音楽活動をするようになる。この両親の離婚、残された子供たちの心の痛みと悲嘆というテーマは、ティアーズ・フォー・フィアーズ初期の活動に重要な影響を及ぼしていく。
ティアーズ・フォー・フィアーズ始動以前に彼らが活動していたバンドにはグラデュエイト、ネオン（Neon）等がある。グラデュエイトは1979年に結成されたモッズ・スタイルのスカ・バンドであり、翌年にアルバム『Acting My Age』及びシングル「Elvis Should Play Ska」を発表。シングルは英国よりスペインなどヨーロッパ諸国で好評を博した。ネオンは後にネイキッド・アイズを結成しヒットを飛ばすピート・バーンとロブ・フィッシャーが主導するバンドで、2曲のみ録音を残している。各バンドで、ローランドはギターとボーカル、カートはベースとボーカルを担当した。

### アルバム『ザ・ハーティング』
ローランドとカートは2人が核となる音楽を求めて、ティアーズ・フォー・フィアーズ（以下、TFF）の名称で活動を始めた。間もなくしてフォノグラムと契約し、1981年10月、デビュー・シングル「悩める子供達」をリリース。ヒットこそしなかったものの良好なオンエアー率を記録した。やがてローランドとカートは音楽上のパートナーを探していたキーボード奏者のイアン・スタンリーと出会う。イアンの所有するスタジオを有効活用してつくられた3枚目のシングル「狂気の世界」が大ヒット。快進撃は「チェンジ」、「ペイル・シェルター」と続き、これらの楽曲を収録したファースト・アルバム『ザ・ハーティング（LP発売時の邦題は「チェンジ」）』を1983年3月に発表。全英アルバムチャートで1位を記録する。勢いに乗るTFFはイアン・スタンリー、ネオン時代の盟友であるマニー・エリアス（ドラム）を正式メンバーとし、アンディ・デイヴィス（同郷のバンド・スタックリッジのメンバーとして知られる）をサポート・キーボード奏者として迎えたバンドで、イギリス国内のツアーを行った。
しかし次のシングル「ザ・ウェイ・ユー・アー」がヒットせず、息切れを見せた彼らは休養し、新たなアイデア作りの時間をとるため、音楽シーンから一旦姿を消す。

### アルバム『シャウト』
約1年近いブランクの間、彼らは新しいTFFサウンドを練り直すことに専念していた。イアン・スタンリー、マニー・エリアス、そして5番目のメンバー的な存在となっていたプロデューサーのクリス・ヒューズと共に生み出されたサウンドはより力強くキャッチーなものとなった。1984年の12月にリリースされたシングル「シャウト」はMTVにおけるビデオ・クリップの頻繁なオンエアも手伝い、全英シングルチャート2位、全米Billboard Hot 1001位を記録。続いて「ルール・ザ・ワールド」が全英・全米1位、「ヘッド・オーヴァー・ヒールズ」が全米3位。アルバム『シャウト』は世界中で1000万枚近く売れるなど、折からの第2次ブリティッシュ・インヴェイジョンの波にも乗り、TFFの名は世界中に知られることとなった。大々的なワールド・ツアーが行われ、来日公演（1985年7月、東京・大阪・名古屋）も実現した。
ツアーに次ぐツアーの日々で疲れ果てたローランドとカートは、お互いの仲も悪化し、解散を意識するまでに至る。そんなとき、カンザスシティのホテル・バーでふと耳にした黒人女性の歌に大きな感動を覚えた彼らは、自分たちの音楽の方向性に疑問を持ち始める。ツアーを終え、新しいアルバム作りに取りかかるも、これまでのTFFサウンドの枠から出ないイアン・スタンリーやクリス・ヒューズとの音作りにローランドとカートは満足できなくなっていた。

### アルバム『シーズ・オブ・ラヴ』
カンザスシティのホテル・バーでのオリータ・アダムスとの出会いに新たなエモーションを得たローランドとカートは、全くの無名だった彼女を抜擢。新たなアルバム作りに向けてゲスト参加を要請する（オリータはその後、ローランドのプロデュースでソロ・デビュー。グラミー賞候補になるなど大きな評価を受けた）。
オリータのボーカルとピアノに加え、 フィル・コリンズ、ピノ・パラディーノ、マヌ・カチェ、ニッキー・ホランド等の多彩なゲスト・ミュージシャンを迎えて作られた新たなTFFサウンドは、これまでの彼らのスタジオ・ワークにはほとんど見られなかったライブ感を強く感じさせるものとなった。本作の時点でイアンとマニーはすでに脱退しており、以降、パーマネント・メンバーを加えずに、TFFはローランドとカートのデュオ（またはローランドのソロ）を核にサポートを加えてバンド・サウンドを展開するスタイルとなっていく。
前作から約4年ぶりの活動再開であったが、1989年8月にリリースされたシングル「シーズ・オブ・ラヴ」は全英5位、全米2位となり、またアルバム『シーズ・オブ・ラヴ』も全英1位、全米8位を記録、彼らの復活を強く印象付けるものとなった。

### カート・スミス脱退
全世界から大好評をもって迎えられた『シーズ・オブ・ラヴ』ツアーだったが、その最中にローランドとカートの不和が表面化する。多くのミュージシャンが参加したイベント・ライブ「ネブワース1990」のオープニング・アクトでツアーは幕を閉じたが、ツアー終了後になって、ニューヨークに移り住んだカートが音楽誌に突然TFF脱退を発表。事前に知らされていなかったローランドは大きなショックを受けた。ローランドのそのときの心境は、カート脱退直後に発表されたベスト・アルバム『ティアーズ・ロール・ダウン〜グレイテスト・ヒッツ』用に新録された「ティアーズ・ロール・ダウン'92」にて吐露されているとも言われる。なお、ローランドはこの頃、ジョニー・パニック・アンド・ザ・バイブル・オブ・ドリームズの名義でシングルを発表している。

### アルバム『ブレイク・イット・ダウン・アゲイン』
ローランドとカートとの間には権利関係など様々な問題が残ったが、結局はローランドがTFFの名を相続し、結果的にソロ・プロジェクトとなった。一方、カートはソロ・アルバムや自分のバンド、メイフィールド（Mayfield）等で米国を拠点に活動していくようになる。ローランドは新しいパートナーとして旧友のアラン・グリフィスを選び、共同プロデューサーにティム・パーマーを迎えて自分のスタジオでニュー・アルバムのレコーディングを始めた。
1993年、アルバム『ブレイク・イット・ダウン・アゲイン』は、カートのファースト・ソロ・アルバム『コーリング・アウト』と競い合うように同時期にリリースされている。ちなみにどちらも邦題は1stシングルのタイトルをカタカナ表記したものになっている。カート脱退後のTFFの音は、より練り上げられて重厚さを増したものとなり、ローランドのボーカルはより力強く響く。歌詞は難解さを増した。本作では、カートを風刺したと思われる「陸に上がった河童君」（後にカートはアルバム『Mayfield』で「Sun King」というアンサー・ソングを発表している）、スタジアム・バンドになってしまい昔の新鮮な情熱を失ってしまったほろ苦さを歌った「グッドナイト・ソング」等が収録されている。

### アルバム『キングス・オブ・スペイン』
本作はリリースされるまでにいささか複雑な経緯をたどった。1995年5月にリリースが決まり、曲目までプレスに発表されていたのだが、突如TFFはそれまでのレーベルであるフォノグラムからエピック・レコードへと移籍。それに従い収録曲、曲順等を若干変えて新たにリリースされたのだ。原因は、フォノグラムがこのアルバムにプライオリティを置くことはないだろうとTFF側が感じたためらしい。
アルバム『キングス・オブ・スペイン』からは今までの「心の痛み」といったTFFの音楽性における重要なテーマが影をひそめ、ローランドの家系（父親はフランス人で、バスク系スペイン人の王族の血を引く）や家庭についてなどのパーソナルな内容となった。その多くは暖かいラブ・ソングである。ちなみに原題にある「Raoul（ラウール）」とは元々ローランドのあだ名で、彼が息子につけた名前でもある。
アルバムに伴うワールド・ツアー「Live Kings Tour」も行い、エピックの大々的なプロモーション戦略によりスペインの古城でライブ・セッションを行うなど話題を集めたものの、今作はヒットすることなく終わり、エピックからも契約を打ち切られた。
1996年、ツアー終了の翌月に、シングルB面曲や、コンピレーション・アルバム収録曲等の未CD化音源をまとめたアルバム『サタナイン』（日本でのみ発売されたCDボックスに収録されていたレア音源集『Flip』に手を加えた再編集盤でもある）を発表し、TFFはまたしても沈黙期間に入ってしまう。

### 再結成 - アルバム『Everybody Loves A Happy Ending』とその後
その後、カートはソロ名義でミニ・アルバム『Aeroplain』（2000年）を発表、ローランドもまたTFFとしてではなくソロ名義にてアルバム『トムキャット・スクリーミング・アウトサイド』（2001年）を発表する。また、TFFの最初の3枚のアルバムをリマスターしたCDも発売された。この頃から、オーザバル/スミス体制によるTFFの再結成が噂されるようになった。
噂は事実であり、和解した2人は再び一緒にスタジオでの制作作業を開始した。2003年にはアンドレ・アガシ主催のイベントにて久々にライブでの共演も実現。アリスタ・レコードからの発売予定が中止になるという前作同様のレーベル変更劇があったものの、2004年、分裂以来実に約15年ぶりに二枚看板が揃った新作アルバム『Everybody Loves A Happy Ending』（日本未発売）をリリース。社会への視点をより成熟させ、ポップセンスとビートルズ的な要素に磨きがかかった内容となった。ローランドはバースからロサンゼルスのスミス家近くに居を移した。2人はさまざまなメディアで再結成をアピールし、アメリカ、ヨーロッパのツアーも精力的に行った。

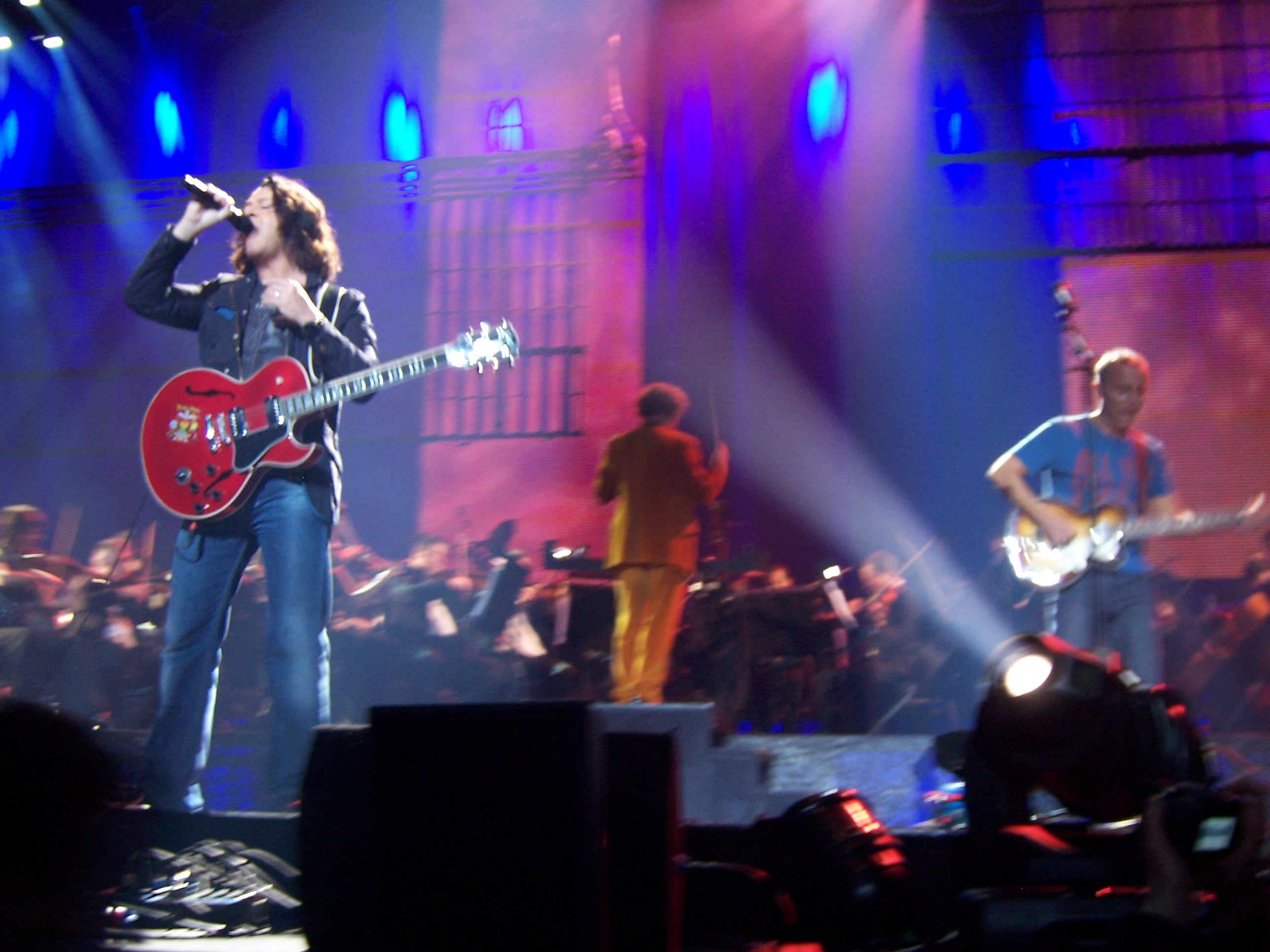
左／ローランド・オーザバル、右／カート・スミス（Night of the Proms 2008）

2006年には前年にパリで行われたライブの模様を収めたCD+DVD『Secret World』（日本未発売）がフランスでリリースされ、本国イギリスの輸入盤チャートにて長期にわたり上位にランクインした。以降もオムニバス・ライブ・イベントである「Night of the Proms」への参加、アメリカを中心としながらも世界各地で毎年のようにライブを行うなど、マイ・ペースに活動を続けている。
2012年8月、サマーソニック2012に参加し、27年ぶりの再来日公演を行った。
2013年、新作アルバムのレコーディング中であることを発表。インターネット上で3曲のカバー曲をリリースした（後に3曲をまとめたEP『Ready Boy & Girls?』としてアナログ盤が発売されている）。
2017年7月、インタビューにて新作のタイトルが『The Tipping Point』となることと、収録曲からいくつかのタイトルについてなどが語られた。同年11月、新曲2曲を含むベスト・アルバム『Rule the World – The Greatest Hits』をリリース。このアルバムに伴う英国ツアーを2018年に行う予定だったが、諸事情により2019年に延期されている。
2021年3月13日付の『ビルボード』誌において「ルール・ザ・ワールド」が「オルタナティヴ・デジタル・ソング・セールス（Alternative Digital Song Sales）」というチャートで1位を獲得。この曲が1985年6月に2週にわたって「Billboard Hot 100」で1位を記録して以来、36年ぶりのチャート1位となる。
2022年2月25日、約17年ぶりとなる通算7作目のアルバム『ザ・ティッピング・ポイント (The Tipping Point)』を世界同時発売。全英2位、全米8位の大ヒットを記録した。

## エピソード
- レコード会社との契約時、同じレーベルに似た名前のバンド（ティアドロップ・エクスプローズ＝The Teardrop Explodes。ジュリアン・コープが在籍したことで知られる）があったことから、バンド名の変更を提案されるが拒否した。

- セカンド・アルバムの原題『Songs From The Big Chair （大きな椅子からの歌集）』は、『Sybil』という映画から取られている。主人公の少女シビルは16の人格を持つ多重人格者で、治療中に医師の大きな椅子に座っているときにだけ安心感を得られた、というエピソードから。フローラ・R・シュライバーによるこの作品の原作は『失われた私 多重人格シビルの記録（旧題・シビル－私の中の16人）』というタイトルで日本でも出版されている。

- 1985年のライヴエイドには参加を予定していたが、直前にキャンセルしたため批判を浴びた。ライヴエイド直前にツアー・ミュージシャン2名（ウィリアム・グレゴリーとAndrew Saunders）が脱退し、演奏のレベルを保てなくなったことが原因と言われている。主催者であるボブ・ゲルドフは、翌年のスポーツエイドのテーマ・ソングとして「ルール・ザ・ワールド（Everybody Wants To Rule The World）」の歌詞を微妙に変えて作られた「Everybody Wants To Run The World」を採用している。なお、バンド・エイドによるシングル「Do They Know It's Christmas?（ドゥ・ゼイ・ノウ・イッツ・クリスマス）」にはスピードを落とした「ザ・ハーティング」の導入部がサンプリングされ使われている。

- TFFの曲をカバーしたアーティストは数多い。有名なところでは、2003年に映画『ドニー・ダーコ』に「狂気の世界」のゲイリー・ジュールズによるカバー・ヴァージョンが使われ、大ヒットを記録した。最近ではパティ・スミスやロード、ウィーザーなどが「ルール・ザ・ワールド」をカバーしている。

## 来日公演
- 1985年7月20日・26日・27日 東京厚生年金会館大ホール
- 1985年7月22日 大阪・フェスティバルホール
- 1985年7月23日 名古屋・名古屋市公会堂
- 1985年7月24日 東京・NHKホール
- 2012年8月18日 サマーソニック2012 大阪会場(舞洲アリーナ)
- 2012年8月19日 サマーソニック2012 東京会場(幕張メッセ)

## ディスコグラフィ

### スタジオ・アルバム
- 『ザ・ハーティング』 - The Hurting（1983年）※旧邦題『チェンジ』
- 『シャウト』 - Songs From The Big Chair（1985年）
- 『シーズ・オブ・ラヴ』 - The Seeds Of Love（1989年）
- 『ブレイク・イット・ダウン・アゲイン』 - Elemental（1993年）
- 『キングス・オブ・スペイン』 - Raoul And The Kings Of Spain（1995年）
- Everybody Loves A Happy Ending（2004年）
- 『ザ・ティッピング・ポイント』 - The Tipping Point（2022年）
- Songs for a Nervous Planet (2024年)

### ライブ・アルバム
- Secret World（2006年）

### コンピレーション・アルバム
- 『Collusion』 - Collusion（1991年）※1stから3rdアルバムの3枚に、ローランド選曲によるレア音源集『Flip』を加えた4枚組CDボックスセット。『Great Box』というラインナップのひとつとして日本でのみ発売
- 『ティアーズ・ロール・ダウン〜グレイテスト・ヒッツ』 - Tears Roll Down (Greatest Hits 82-92)（1992年）※ベスト盤
- 『サタナイン』 - Saturnine Martial & Lunatic（1996年）※シングルB面、未CD化音源集
- Rule the World – The Greatest Hits（2017年）※ベスト盤

### 参加コンピレーション・アルバム
- 『ネブワース 1990』 - Knebworth（1990年）※ライブ
- Night Of The Proms 2008（2009年）※ライブ

### シングル
- 「悩める子供達」 - "Suffer The Children"（1981年）
- 「ペイル・シェルター」 - "Pale Shelter"（1982年）
- 「狂気の世界」 - "Mad World"（1982年）
- 「チェンジ」 - "Change"（1983年）
- 「ペイル・シェルター（リイシュー）」 - "Pale Shelter"（1983年）
- 「ザ・ウェイ・ユー・アー」 - "The Way You Are"（1983年）
- 「マザーズ・トーク」 - "Mothers Talk"（1984年）
- 「シャウト」 - "Shout"（1984年）
- 「ルール・ザ・ワールド」 - "Everybody Wants To Rule The World"（1985年）
- 「ヘッド・オーヴァー・ヒールズ」 - "Head Over Heels"（1985年）
- 「アイ・ビリーヴ」 - "I Believe"（1985年）
- 「シーズ・オブ・ラヴ」 - "Sowing The Seeds Of Love"（1989年）
- 「ウーマン・イン・チェインズ」 - "Woman In Chains"（1989年）
- 「アドバイス・フォー・ザ・ヤング・アット・ハート」 - "Advice For The Young At Heart"（1990年）
- "Famous Last Words"（1990年）
- 「ティアーズ・ロール・ダウン'92」 - "Laid So Low (Tears Roll Down)"（1992年）
- 「ブレイク・イット・ダウン・アゲイン」 - "Break It Down Again"（1993年）
- 「コールド」 - "Cold"（1993年）
- "Goodnight Song"（1993年）
- 「キングス・オブ・スペイン」 - "Raoul And The Kings Of Spain"（1995年）
- 「ゴッズ・ミステイク」 - "God's Mistake"（1995年）
- "Secrets"（1996年）
- "Falling Down"（1996年）
- "Call Me Mellow"（2004年）
- "Closest Thing To Heaven"（2005年）